# (400303) 2007 TT148
(400303) 2007 TT148 es un asteroide perteneciente al cinturón de asteroides, descubierto el 8 de octubre de 2007 por el equipo del Lincoln Near-Earth Asteroid Research desde el Laboratorio Lincoln, Socorro, Nuevo México, Estados Unidos.

## Designación y nombre
Designado provisionalmente como 2007 TT148.

## Características orbitales
2007 TT148 está situado a una distancia media del Sol de 2,369 ua, pudiendo alejarse hasta 2,766 ua y acercarse hasta 1,971 ua. Su excentricidad es 0,167 y la inclinación orbital 12,36 grados. Emplea 1332,16 días en completar una órbita alrededor del Sol.

## Características físicas
La magnitud absoluta de 2007 TT148 es 17,2.